# Le Paquet
Pour plus de détails, voir Fiche technique et Distribution.
Le Paquet ou Ni Queue Ni Tête au Québec (The Package en version originale) est une comédie américaine réalisée par Jake Szymanski, sortie le 10 août 2018 sur Netflix.

## Synopsis
Un groupe d’ados part en excursion en plein air avec l’intention de passer un week-end dans les bois. La première nuit, après une fête alimentée par l’alcool, Jeremy coupe accidentellement son pénis et est transporté à l’hôpital par hélicoptère. Les garçons, cependant, découvrent que le pénis de leur ami est resté dans leur glacière et doivent donc tout faire pour l’apporter en bon état à l’hôpital.

## Fiche technique
Sauf indication contraire, les informations mentionnées dans cette section peuvent être confirmées par la base de données cinématographiques IMDb,  présente dans la section « Liens externes ».
- Titre original : The Package
- Titre francophone : Le Paquet
- Titre québécois : Ni Queue Ni Tête
- Réalisateur : Jake Szymanski
- Scénario : Kevin Burrows et Matt Mider
- Musique : Adam Schiff
- Montage : Christian Hoffman
- Photographie : Hillary Spera
- Producteurs : Ben Stiller, Nicky Weinstock, Blake Anderson, Adam DeVine, Anders Holm et Kyle Newacheck
- Société de production : Red Hour Films
- Langue originale : anglais
- Durée : 94 minutes
- Genre : comédie
- Dates de sortie : 
  - VOD : 10 août 2018 sur Netflix

## Distribution
- Daniel Doheny (en) (VF : Martin Faliu) : Sean Floyd
- Geraldine Viswanathan (VF : Margaux Laplace) : Becky Abelar
- Sadie Calvano (VF : Coralie Coscas) : Sarah
- Luke Spencer Roberts (VF : Romain Altché) : Donnie
- Eduardo Franco (VF : Tony Marot) : Jeremy Abelar
- Alexander Calvert (VF : Yohan Levy) : Chad
- Blake Anderson (VF : Cyrille Artaux) : Redneck Reginald
- Sugar Lyn Beard (VF : Julie Jacovella) : Sheryl
- Mary Holland : infirmière
- Michael Eklund (VF : Franck Sportis) : homme de la station service
- Christian Convery : Jake Floyd
- Chance Hurstfield (VF : Karl-Line Heller) : Aiden
- Gary Jones (VF : Mathieu Rivolier) : Docteur Trimble

Version française
- Studio de doublage : Lylo
- Direction artistique : Gilbert Lévy
- Adaptation : Emilie Barbier